# Carmen Lamela
Carmen Lamela Díaz, née en 1961, est une juge espagnole.

## Biographie
Originaire de la région d'Alicante et licenciée en droit de l'Université pontificale de Comillas en 1984, Carmen Lamela Díaz commence sa carrière en 1986 comme juge de première instance à Orihuela (Communauté valencienne), puis en 1987 à Manzanares, dans la région de Madrid. En 1993, elle est nommée à Badalone (Catalogne) et en même temps magistrate à l'Audience provinciale de Barcelone, puis revient en 1997 à Madrid, où elle occupe divers postes. Entre 2009 et 2011, il a travaillé dans l'équipe de Iñaki Sánchez Guiu, secrétaire général de la modernisation de l'administration de la justice dans le ministère dirigé par le socialiste Francisco Caamaño sous la présidence de Rodriguez Zapatero dont elle est restée proche. Elle est une spécialiste reconnue de droit pénal.
En 2011, elle devient juge d'instruction à Madrid et travaille sur des affaires relevant de l'Audience nationale. Elle est considérée par ses pairs comme pugnace, sérieuse,  et grande travailleuse. Ses collègues lui ont même donné le surnom de « hormiguita trabajadora » (petite fourmi travailleuse). En octobre 2015 elle est nommée juge principale d'instruction N° 3 à l'Audience Nationale en prenant la succession de Juan Pablo Gonzalez.
En septembre 2017, elle est décorée de la médaille du mérite policier par le Ministre de l'Intérieur espagnol Juan Ignacio Zoido (PP).
Le 4 octobre 2017, elle met en examen Josep Lluís Trapero, Jordi Sànchez et Jordi Cuixart pour délit de sédition lors des événements du 20 septembre durant l'Opération Anubis. Ils sont emprisonnés depuis.
Le 2 novembre 2017, elle inculpe de nombreux ex-ministres du gouvernement catalan de Carles Puigdemont qui se retrouvent en prison. Ces emprisonnements, très médiatisés, font l'objet de nombreuses polémiques.

### Procès d'Altsasu
À la suite d'une agression présumée sur deux gardes civils et leurs partenaires, le 15 octobre 2016 dans un bar à Altsasu, neuf jeunes entre 19 et 24 ans sont placés en prison. Le juge Lamela a inscrit l'agression dans le cadre du mouvement Alde Hemendik (« Partez d'ici » en basque), qui s'oppose à la présence de la police nationale et de la garde civile en Navarre et en Euskadi, représenté à Altsasu par « Ospa Mugimendua », dont seulement deux des neuf accusés en sont membres: Jokin Unamuno, Adur Ramírez d'Alda, Aratz Urrizola, Julen Goicoechea, Jon Ander Cob, Iñaki Abad, Ohian Arnanz, Ainara Urquijo et Aritz Urdargarin sont passibles de peines allant de 12 à 60 ans de prison, pour avoir été accusés par la Covite d'un crime de blessures à caractère terroristes (quelques contusions et une foulure de cheville),,.